# Polské fotbalové mistrovství 1920
První ročník Mistrzostwa Polski w piłce nożnej (Polského fotbalového mistrovství) sice začal, ale v průběhu sezony začala Polsko-sovětská válka a soutěž byla zrušena.